# Свети Пантелеймон (Костур)
Вижте пояснителната страница за други значения на Свети Пантелеймон.
„Свети Пантелеймон Варлаамски“ (на гръцки: Αγίου Παντελεήμονα) е православна църква в град Костур (Кастория), Егейска Македония, Гърция. Храмът е част от Костурската епархия.

## Местоположение
Храмът е разположен в северната махала Позери, срещу къщата на Атанасиос Христопулос. Традиционно е център на старата Варлаамска енория.

## История
Църквата е построена в 1857 година, като годината е отбелязана над апсидата.
В 1991 година храмът е обявен за исторически паметник.

## Архитектура
В архитектурно отношение църквата е трикорабна каменна базилика. Изградена е здраво от дялани каменни блокове, които се редуват с пояси керамични плочи.
Корабите във вътрешността са разделени от дървени колони. Има забележителен резбован иконостас от 1877 година. Иконите от север на юг са „Свети Илия“, „Преображение Господне“, „Христос Велик Архиерей“, „Свети Георги и Свети Теодоро“, „Свети Пантелеймон“, „Света Богородица“, „Свети Йоан Предтеча“, „Свети Атанасий“ и „Свети Тома“. Стенописи има единствено в проскомидийната ниша - сцената „Христос жертва“.